# Delphacodes dimidiatifrons
Delphacodes dimidiatifrons är en insektsart som först beskrevs av Kusnezov 1929.  Delphacodes dimidiatifrons ingår i släktet Delphacodes och familjen sporrstritar. Inga underarter finns listade i Catalogue of Life.